# Filip Škvorc
Filip Škvorc (* 22. Juli 1991 in Hohenems, Österreich) ist ein kroatischer Fußballspieler.

## Karriere

### Verein
Škvorc begann seine Vereinskarriere im September 1999 im Nachwuchsbereich des VfB Hohenems, bei dem sein Vater Dražen (* 1967) ab Anfang der 1990er für einige Jahre gespielt hatte. Nachdem sein Vater seine Karriere im Jahr 2001 beim FC Höchst beendet hatte, zog die Familie wieder nach Kroatien, wo der Sohn von 2001 bis 2004 beim NK Čakovec und ab 2004 im Nachwuchs des NK Varaždin spielte.
Nachdem er im Dezember 2009 erstmals in einem Ligaspiel der Profis auf der Ersatzbank gesessen war, debütierte er im April 2010 in der 1. HNL, als er am 25. Spieltag der Saison 2009/10 gegen Dinamo Zagreb in der Startelf stand und in der 62. Minute durch Ivan Jolić ersetzt wurde. Im selben Monat erzielte er bei einem 4:1-Sieg gegen den NK Croatia Sesvete sein erstes Tor in der höchsten kroatischen Spielklasse. Bis Saisonende kam er zu vier Einsätzen, in denen er zwei Tore erzielte. In der Saison 2010/11 kam er zu 29 Einsätzen in der 1. HNL und erzielte dabei sieben Tore.
Zur Saison 2011/12 wechselte er zu Dinamo Zagreb, wurde jedoch direkt für zwei Jahre an Lokomotiva Zagreb verliehen. In seiner ersten Saison bei Lokomotiva kam er zu 25 Einsätzen, in denen er vier Tore erzielte. In seiner zweiten kam er nur noch drei Mal zum Einsatz. Nach dem Ende der Leihe kehrte er zunächst zur Saison 2013/14 zu Dinamo zurück, wurde jedoch nicht eingesetzt. Daraufhin wurde er im Februar 2014 an den Zweitligisten NK Sesvete verliehen. Für Sesvete kam zu sieben Einsätzen in der 2. HNL, in denen er ein Tor erzielte. Nach dem Ende der Leihe kehrte er zu Dinamo zurück, kam in der Saison 2014/15 jedoch zu keinem Einsatz. Zur Saison 2015/16 wurde er nach Slowenien an den NK Zavrč verliehen. Nach einem Einsatz für Zavrč in der 1. SNL wurde die Leihe bereits nach einem Monat im August 2015 beendet und er wurde an den kroatischen Zweitligisten HNK Gorica Velika Gorica verliehen. Für Gorica absolvierte er 28 Spiele in der 2. HNL und erzielte vier Tore.
Nach der Saison 2015/16 verließ er Dinamo nach fünf Jahren ohne Einsatz. Daraufhin absolvierte er im Sommer 2016 Probetrainings in seinem Geburtsland Österreich, unter anderem beim Zweitligisten WSG Wattens. Nach zwei Monaten ohne Verein wechselte er im September 2016 innerhalb Kroatiens zum Zweitligisten NK Hrvatski dragovoljac. Für Hrvatski dragovoljac absolvierte er elf Spiele in der 2. HNL, in denen er ohne Torerfolg blieb. Im Februar 2017 wechselte er in zweites Mal nach Slowenien, wo er sich dem Drittligisten NŠ Mura anschloss. Für Mura absolvierte er sieben Spiele in der 3. SNL. Zu Saisonende stieg er mit dem Verein in die 2. SNL auf. Daraufhin kehrte er zur Saison 2017/18 nach Kroatien zurück und wechselte zum Drittligisten Međimurje Čakovec. Mit Čakovec stieg er zu Saisonende in die 2. HNL auf.
Im Februar 2019 wechselte er zum Ligakonkurrenten NK Lučko Zagreb, für den er bis Saisonende 13 Spiele absolvierte und vier Tore erzielte. Mit dem Verein musste er jedoch zu Saisonende als Tabellenletzter aus der 2. HNL absteigen. Daraufhin wechselte er zur Saison 2019/20 zum österreichischen Regionalligisten USV Allerheiligen. Für Allerheiligen kam er zu 15 Einsätzen in der Regionalliga, in denen er elf Tore erzielte. Im Februar 2020 wechselte er zum Zweitligisten Kapfenberger SV, bei dem er einen bis Juni 2020 laufenden Vertrag erhielt. Bis Saisonende kam er zu elf Einsätzen in der 2. Liga, in denen er zwei Tore erzielte. Nach der Saison 2019/20 verließ er die KSV wieder. Daraufhin kehrte er nach Kroatien zurück und wechselte zum NK Rudar Mursko Središće in die drittklassige 3. HNL. In der Spielzeit 2020/21 kam er in 14 Ligaspielen zum Einsatz und erzielte dabei fünf Tore. In der Hinrunde 2021/22 brachte er es auf ebenso 14 Meisterschaftsauftritte, wobei ihm neun Treffer gelangen. In der Winterpause wechselte er innerhalb der Liga zum NK Medjimurje Cakovec, für den er in elf Spielen vier Tore beisteuerte.
Im Sommer 2022 erfolgte ein Wechsel zum NK Bratstvo Savska Ves in die Međimurska Premier liga, die fünfthöchste kroatische Spielklasse, in der er mit 36 Treffern bei 27 Meisterschaftseinsätzen Torschützenkönig wurde und mit der Mannschaft im Endklassement auf dem dritten Platz abschloss. Nach einem Kurzeinsatz im Saisoneröffnungsspiel 2023/24 verließ Škvorc den Klub aus Savska Ves und ist seitdem vereinslos (Stand: Juni 2025).

### Nationalmannschaft
Škvorc absolvierte im März 2009 zwei Spiele für die kroatische U-18-Auswahl. Im März 2011 absolvierte er gegen Ungarn sein einziges Spiel für die U-21-Mannschaft, in dem er zugleich seinen einzigen Treffer erzielte.